# Heinz Hauser (Ökonom)
Heinz Hauser (* 8. Juni 1943 in Egnach, Kanton Thurgau) ist ein Schweizer Ökonom und emeritierter Hochschullehrer.

## Werdegang
Heinz Hauser studierte Wirtschaftswissenschaften an der Hochschule St. Gallen, an der er 1971 promoviert wurde. Er erlangte dort die Lehrbefugnis im Jahr 1980 mit einer Habilitationsschrift zum Thema Informationen und wirtschaftliche Institutionen. Von 1981 bis zu seiner Emeritierung im Jahr 2008 war er Professor für Aussenwirtschaftstheorie und -politik sowie Direktor des Schweizerischen Instituts für Aussenwirtschaft und Angewandte Wirtschaftsforschung an der Hochschule St. Gallen. Von 1986 bis 1990 war er zudem Prorektor der Universität und von 1996 bis 1999 Chairman der Community of European Management Schools.